# Caesars Entertainment Corporation
Caesars Entertainment Corporation – amerykański holding operujący w branży rozrywkowej (kasyna) z siedzibą w Paradise w stanie Nevada. Założony w 2005 roku w wyniku przejęcia Caesars Entertainment, Inc. przez Harrah’s Entertainment, Inc. Na koniec 2014 roku spółki-córki należące do holdingu posiadały lub zarządzały 49 kasynami na całym świecie, w tym 37 w Stanach Zjednoczonych. We wszystkich hotelach Caesars Entertainment znajdowało się w sumie ponad 39 tys. pokoi.

## Struktura
Caesars Entertainment Corporation jest holdingiem, który nie prowadzi odrębnej działalności gospodarczej poza uzyskiwaniem zysków z działalności jego spółek-córek, do których należą:
- Caesars Entertainment Resort Properties, LLC – właściciel czterech kasyn w Las Vegas, jednego w Atlantic City i jednego w Laughlin.
- Caesars Growth Partners, LLC – właściciel czterech kasyn w Las Vegas, jednego w Nowym Orleanie i jednego w Baltimore.
- Caesars Entertainment Operating Company, Inc. – właściciel dziewiętnastu kasyn w różnych miastach w Stanach Zjednoczonych, ośmiu w Wielkiej Brytanii i jednego w Południowej Afryce. Spółka zarządza też sześcioma kasynami w Stanach Zjednoczonych, dwoma w Egipcie i jednym w Kanadzie.
- Caesars Enterprise Services, LLC – spółka joint venture założona przez spółki-córki Caesars Entertainment, która zarządza częścią aktywów holdingu.

W kasynach firmy znajduje się w sumie ponad 180 bufetów, restauracji, barów i klubów nocnych, które w 2014 roku odpowiadały za 18% przychodów Caesars Entertainment. Segment noclegowy odpowiadał za 14% przychodów, a segment hazardowy – 64%. W kasynach Caesars Entertainment znajduje się także w sumie ponad 55 tys. maszyn hazardowych i 3,6 tys. stołów do gier.
Pod względem powierzchni, największym kasynem Caesars Entertainment jest Harrah’s Atlantic City (154,8 tys. stóp kwadratowych) w Atlantic City, należące do Caesars Entertainment Resort Properties. Caesars Entertainment Operating Company zarządza (lecz nie jest właścicielem) jeszcze większym Harrah’s Cherokee (176,8 tys. stóp kwadratowych) w Cherokee w stanie Karolina Północna.